# Центральний (бахш, шагрестан Ляхіджан)
Центральний (перс. مرکزی) — бахш в Ірані, в шагрестані Ляхіджан остану Ґілян. За даними перепису 2006 року, його населення становило 130288 осіб, які проживали у складі 38766 сімей.

## Дегестани
До складу бахша входять такі дегестани:
- Агандан
- Баз-Кія-Ґураб
- Лайл
- Лафмеджан
- Лаялестан